# Störung der Blut-Hirn-Schranke
Störungen der Blut-Hirn-Schranke können durch eine Reihe von verschiedenen Erkrankungen hervorgerufen werden. Die Blut-Hirn-Schranke kann aber auch selbst der Ausgangspunkt für einige sehr seltene neurologische Erkrankungen sein. Die Blut-Hirn-Schranke ist eine im Gehirn vorhandene physiologische Barriere zwischen dem Blutkreislauf und dem Zentralnervensystem (ZNS), die dazu dient, die Milieubedingungen (Homöostase) im Gehirn aufrechtzuerhalten und sie von denen des Blutes abzugrenzen.

## Unmittelbar mit der Blut-Hirn-Schranke assoziierte Erkrankungen
Während eine Vielzahl von neurologischen Erkrankungen die Blut-Hirn-Schranke stört oder schädigt, ist die Blut-Hirn-Schranke selbst nur bei einigen, äußerst seltenen, genetisch bedingten Syndromen der Ausgangspunkt einer Erkrankung.

### GLUT1-Defizit-Syndrom

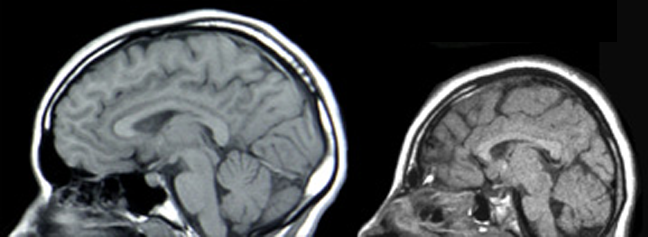
Kernspintomographische Aufnahme eines normalen Schädels (links) und einer Mikrozephalie (rechts). Die Mikrozephalie ist in diesem Fall durch eine Mutation des ASPM-Gens bedingt.

Das GLUT1-Defizit-Syndrom ist eine äußerst seltene, autosomal-dominant vererbte Krankheit. Die Krankheit manifestiert sich neonatal beziehungsweise im Kleinkindalter und wird durch einen Mangel an GLUT1-Transportern im Endothel der Blut-Hirn-Schranke hervorgerufen. Das Defizit an GLUT1-Transportern wird meist durch Neumutationen im SLC2A1-Gen verursacht. Dadurch wird das Gehirn nicht ausreichend mit D-Glucose versorgt und die betroffenen Patienten zeigen unter anderem eine Mikrozephalie, psychomotorische Retardierungen, Ataxie und eine Reihe anderer neurologischer Störungen.

### Biotin-ansprechende Basalganglienerkrankung
Wie beim GLUT1-Defizit-Syndrom ist auch bei der biotin-responsiven Basalganglienerkrankung eine Mutation in einem Gen, das für ein Transporter-Protein codiert, die Ursache für die Erkrankung. Diese äußerst seltene Erkrankung – bisher sind nur etwas mehr als zehn Patienten mit dieser Erkrankung bekannt – wird durch einen Defekt im SLC19A3-Gen auf Chromosom 2, Genlocus q36.3 ausgelöst, das für einen Folat-Transporter codiert.
Durch diesen Gendefekt wird bei den betroffenen Patienten das Gehirn nicht ausreichend mit Biotin versorgt, was sich durch eine subakute Enzephalopathie und vielfältige neurologische Symptome äußert. Durch die Supplementation mit Biotin ist die Erkrankung gut therapierbar.

### Hereditäre Folat-Malabsorption
Auch die autosomal-rezessiv vererbte Folat-Malabsorption (lat. Malabsorption = „schlechte Aufnahme“) ist eine äußerst seltene Krankheit. Bei ihr wird das Gehirn mit Folsäure unterversorgt. Ursache ist hier ein Defekt im PCFT-Gen (SLC46A1), das für einen protonen-abhängigen Folat-Transporter codiert.

### MDR1-Defekt bei Collies und daraus abgeleiteten Hunderassen
Bei einigen Hunderassen, die sich alle vom Collie ableiten, besteht eine Überempfindlichkeit gegen manche Arzneimittel. Die Ursache dieser Überempfindlichkeit ist ein Defekt im mdr1-Gen, das für P-Glykoprotein codiert. Durch diesen Gendefekt – mdr1-1Delta-Mutation genannt – ist der Efflux an der Blut-Hirn-Schranke weitgehend unterbunden und die entsprechenden Arzneimittel können mittels Diffusion in das Zentralnervensystem gelangen. Die mdr1-1Delta-Mutation entstand vermutlich in der Mitte des 19. Jahrhunderts bei einem einzelnen Zuchthund und wurde von diesem an viele Generationen weitergegeben. Insbesondere bei der Gabe von Antiparasitika, Zytostatika und Antibiotika stellen sich bei den betroffenen Hunden starke neurotoxische Nebenwirkungen ein.

## Mittelbar mit der Blut-Hirn-Schranke assoziierte Krankheiten
Die Störung der Schutzwirkung der Blut-Hirn-Schranke ist eine Komplikation vieler neurodegenerativer Erkrankungen und Gehirnverletzungen. Auch einige Erkrankungen in der Peripherie, wie beispielsweise Diabetes mellitus oder Entzündungen, wirken sich schädlich auf die Funktion der Blut-Hirn-Schranke aus.
Andere Erkrankungen wiederum stören die Funktion der Endothelien von „innen heraus“, das heißt die Integrität der Blut-Hirn-Schranke wird durch Einflüsse, die aus der extrazellulären Matrix heraus kommen, beeinträchtigt. Ein Beispiel hierfür ist das Glioblastom.
Dagegen manifestiert sich eine Reihe von Erkrankungen im Gehirn dadurch, dass bestimmte Erreger die Blut-Hirn-Schranke überwinden können. Dazu gehören beispielsweise das HI-Virus, das Humane T-lymphotrope Virus 1, das West-Nil-Virus und Bakterien, wie Borrelia burgdorferi, Neisseria meningitidis oder Vibrio cholerae.
Im Fall der Multiplen Sklerose sind die „Erreger“ Zellen der körpereigenen Immunabwehr, die die Blut-Hirn-Schranke überwinden. Ebenso überwinden bei einigen nicht-zerebralen Tumoren metastasierende Zellen die Blut-Hirn-Schranke und können zu Metastasen im Gehirn führen.

### Diabetes mellitus
Der Diabetes mellitus (Zuckerkrankheit) ist eine Stoffwechselerkrankung, die eine Reihe von funktionellen und strukturellen Veränderungen verschiedener Organe und des Zentralnervensystems zur Folge hat. So finden auch an der Blut-Hirn-Schranke signifikante Veränderungen statt, die sowohl die Barriere-Wirkung, als auch die Transport-Funktionen beeinträchtigen. Die physikochemischen Eigenschaften der Plasmamembran und der Tight Junctions der Endothelien werden verändert.
Mit zunehmender Dauer des Diabetes lässt die Barrierewirkung der Endothelien messbar nach. Dies wurde mit verschiedenen Markermolekülen unterschiedlicher Größe zunächst im Tiermodell festgestellt. Dabei sind im Wesentlichen die Strukturproteine der Tight Junctions betroffen. Die Veränderungen der Tight Junctions sind nicht gleichmäßig über das Gehirn verteilt. Besonders betroffenen sind die Kapillaren des Mittelhirns, während andere Areale keine Veränderungen zeigen. Die Auswirkungen dieser – durch Diabetes mellitus induzierten – strukturellen Veränderungen sind noch weitgehend unerforscht. Allgemein bekannt sind die Auswirkungen des Diabetes auf periphere Endothelien, wo deren Funktionsstörungen die mit dem Diabetes assoziierten Sekundärfolgen, wie Erblindung, chronisches Nierenversagen und Neuropathie, bewirken. Aktuelle klinische Studien zeigen für Diabetiker ein erhöhtes Risiko für eine vaskuläre Demenz, eine ventrikuläre Hypertrophie, einen lakunären Infarkt und eine Gehirnblutung, deren Ursachen in Veränderungen der Blut-Hirn-Schranke gesehen werden. Offensichtlich sind Typ2-Diabetiker auch für die Entwicklung der Alzheimer-Erkrankung prädispositioniert.

### Multiple Sklerose

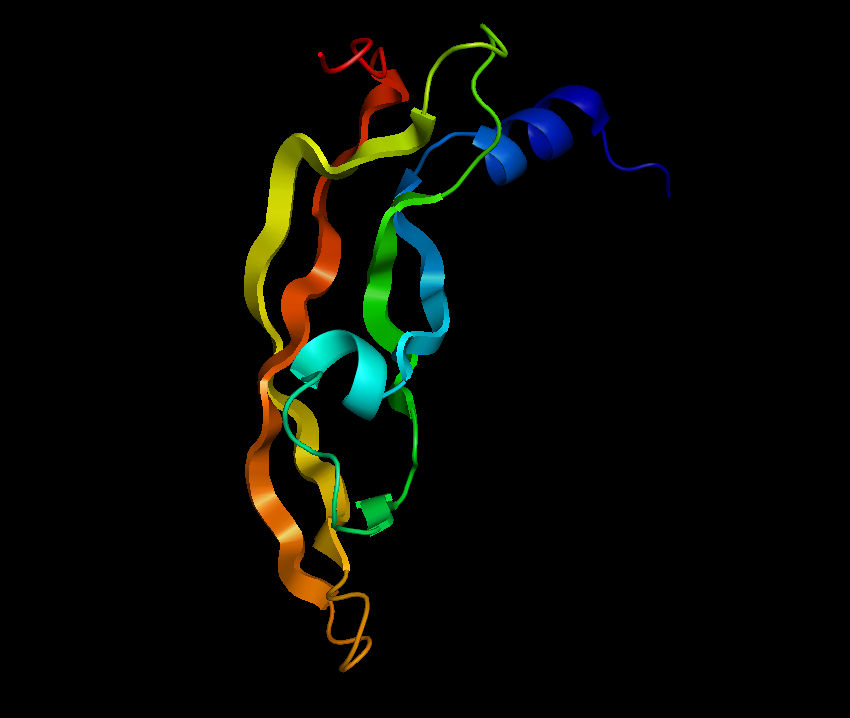
VEGF löst die Bildung von vesikulovakuolären Organellen aus, über die eine transzelluläre Migration von Leukozyten durch das Endothel der Blut-Hirn-Schranke erfolgen kann. Die Darstellung zeigt ein Modell von VEGF-F.

Multiple Sklerose (MS) ist eine entzündliche demyelinisierende Autoimmunerkrankung des Zentralnervensystems (ZNS), bei der Lymphozyten und Makrophagen in das ZNS infiltriert werden. Bei der Infiltration überwinden diese körpereigenen Abwehrzellen die Blut-Hirn-Schranke. Die T-Lymphozyten greifen danach die im Interstitium des Gehirns oder Rückenmarks gelegenen Myelinscheiden an.
Die Einschleusung der Lymphozyten erfolgt über die Endothelzellen der Blut-Hirn-Schranke. Der genaue Mechanismus dieses Vorgangs ist noch nicht vollständig geklärt. Durch die Entzündungsreaktion des Gewebes werden Zytokine ausgeschüttet, welche die Endothelzellen zur Expression der Adhäsionsmoleküle ICAM1 und VCAM1 anregen. Die Zytokine bewirken bei den Endothelien zudem die Synthese von Chemokinen und Chemoattraktoren, die an der luminalen Seite der Kapillaren präsentiert werden. An der abluminalen Seite vorhandene Chemoattraktoren werden an die luminale Seite transportiert. Die an den Kapillarwänden entlang rollenden Leukozyten binden daraufhin an die Endothelien und es werden spezielle Adhäsionsmoleküle zur Verankerung der Leukozyten am Endothel exprimiert. Danach erfolgt entweder eine parazelluläre oder transzelluläre Transmigration. Beide Wege sind möglich und beide Wege konnten nachgewiesen werden.
Bei der parazellulären Transmigration – Leukodiapedese genannt – öffnet der Leukozyt die Tight Junctions durch die Freisetzung von Signal- und Adhäsionsmolekülen. Die Endothelzellen ziehen sich dabei zusammen, die Tight Junctions öffnen sich und der Leukozyt kann so in das Interstitium des Zentralnervensystems eindringen. Der Vorgang selbst ist hochkomplex und hier nur stark vereinfacht wiedergegeben. Auch der transzelluläre Weg ist möglich. Mehrere Vesikel und Vakuolen im Endothel formen dabei transendotheliale Zellkanäle. Diese vesikulovakuolären Organellen (VVO) finden sich in normalen Blutgefäßen, als auch in Tumorzellen. Sie ermöglichen den aktiven Transport von Flüssigkeit, aber auch Zellen, über die Blut-Hirn-Schranke. Der Transport wird über den Vascular Endothelial Growth Factor (VEGF) vermittelt. VEGF ist ein vasoaktives, permeabilitätsförderndes Protein. Der transzelluläre Transport über die vesikulovakuolären Organellen ist offensichtlich auch ein Mechanismus mit dem Pathogene (Bakterien und Viren) die Blut-Hirn-Schranke überwinden können.
Überhaupt ist die Fehlfunktion der Blut-Hirn-Schranke eines der Kennzeichen der Multiplen Sklerose. Vom Zusammenbruch der Blut-Hirn-Schranke sind vor allem junge Patienten mit einer besonders aggressiven Form der schubförmig remittierenden Multiplen Sklerose (RR-MS, engl. relapsing-remitting multiple sclerosis) betroffen. Das Phänomen lässt sich durch das Eindiffundieren eines paramagnetischen Kontrastmittels, zum Beispiel Gadopentetat-Dimeglumin (Gd-DTPA), bei der Magnetresonanztomographie sichtbar machen. Das Verfahren ist dabei an Empfindlichkeit dem Monitoring von Markermolekülen wie Zytokinen oder Chemokinen überlegen.
Die Ursache der Fehlfunktion der Blut-Hirn-Schranke bei der MS ist eine verminderte Expression der Tight-Junction-Proteine der Endothelzellen. Die Veränderungen an den Tight Junctions sind dabei nicht nur an den aktiven Läsionen zu beobachten, sondern auch – allerdings weniger häufig – in den inaktiven Läsionen und sogar in der Weißen Substanz. Die Veränderungen der Tight Junctions verschlechtern die Homöostase und haben offensichtlich einen Einfluss auf die Progression der Erkrankung, die Reparaturmechanismen und den Transport von Arzneimitteln.

### Ischämischer Schlaganfall

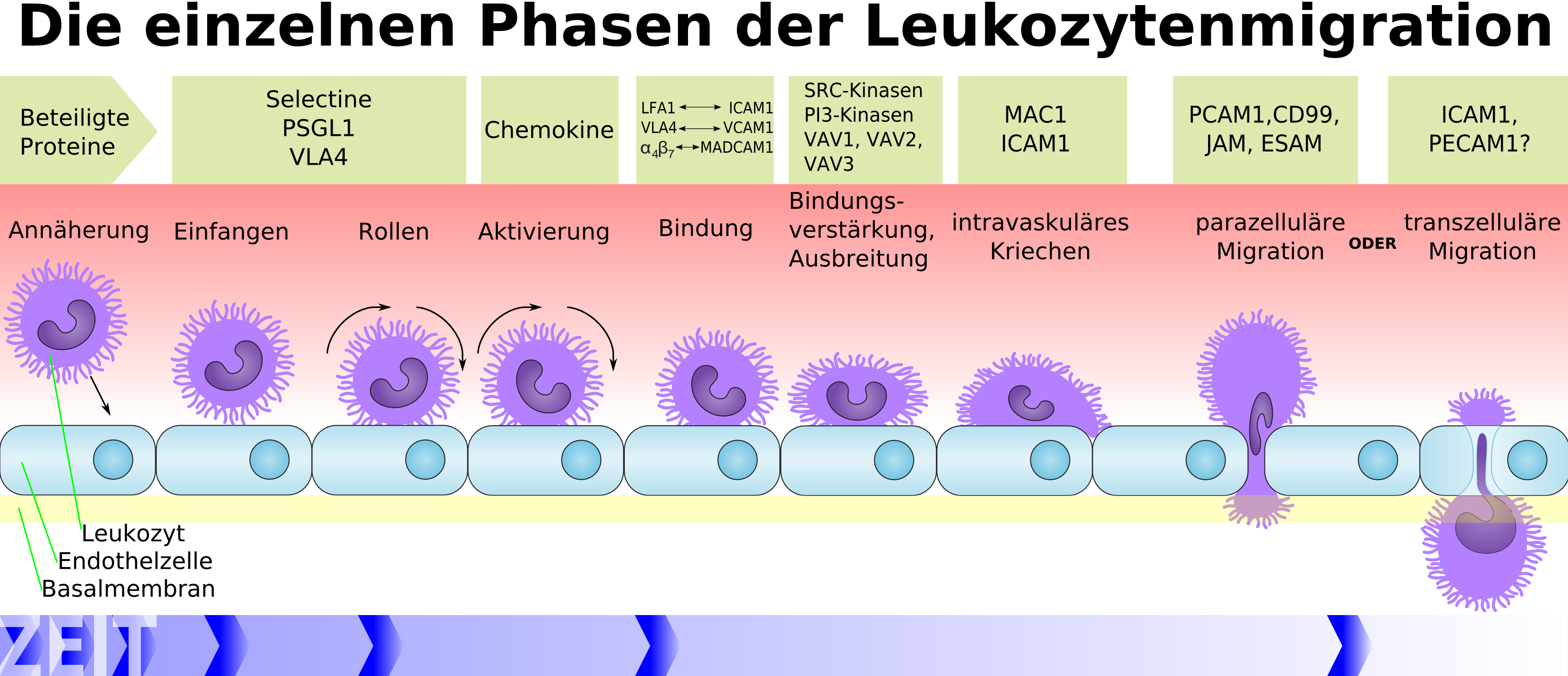
Schematische Darstellung der Leukozytenmigration durch das Endothel.

Beim ischämischen Schlaganfall (Hirninfarkt) kommt es infolge der zerebralen Ischämie (lokale Blutleere im Gehirn) und der anschließenden Reperfusion (Wiederherstellung des Blutzufuhr, siehe dazu auch Reperfusionsschaden) zu Veränderungen der Endothelien der Blut-Hirn-Schranke. Diese Veränderungen laufen in zwei Phasen ab. Die erste Phase tritt wenige Minuten nach der Reperfusion ein, die zweite Phase mehrere Stunden nach der Ischämie. Die Freisetzung von Oxidantien, proteolytischen Enzymen und Zytokinen ändert massiv die Durchlässigkeit der Blut-Hirn-Schranke und führt zur Bildung eines Ödems im Gehirn. Aktivierte Leukozyten setzen als Folge des Ödems Matrix-Metalloproteasen (MMP) frei, die wiederum die Basallamina und Proteinkomplexe der Tight Junctions abbauen. Hierbei spielt insbesondere MMP9 (Gelatinase B) eine wichtige Rolle. Als Folge der Öffnung der Blut-Hirn-Schranke kann der neurotoxische gewebespezifische Plasminogenaktivator (t-PA) mittels passiver Diffusion in das Gehirn eindringen.
Offensichtlich haben auch Leukozyten, die in das Parenchym des Gehirns migrieren, einen Anteil an den durch Ischämie und Reperfusion hervorgerufenen Schäden. Die Leukozyten überwinden dabei die Endothelien – wie bei der Multiplen Sklerose – durch transendotheliale Migration.

### Bakterielle Infektionen des Zentralnervensystems (Meningitis)

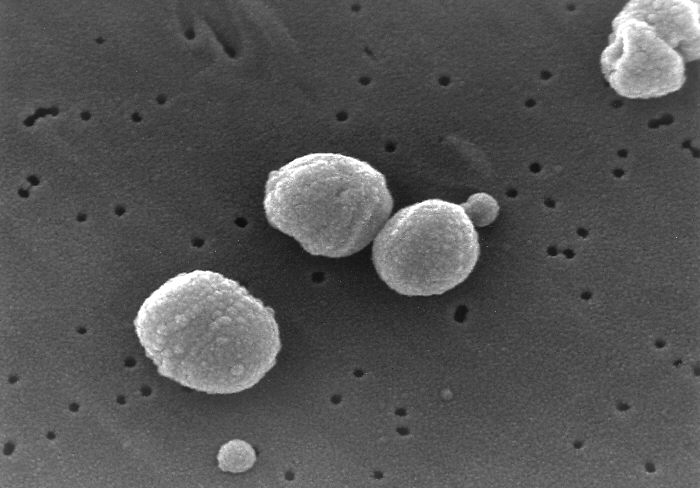
Rasterelektronenmikroskopische Aufnahme von Streptococcus pneumoniae

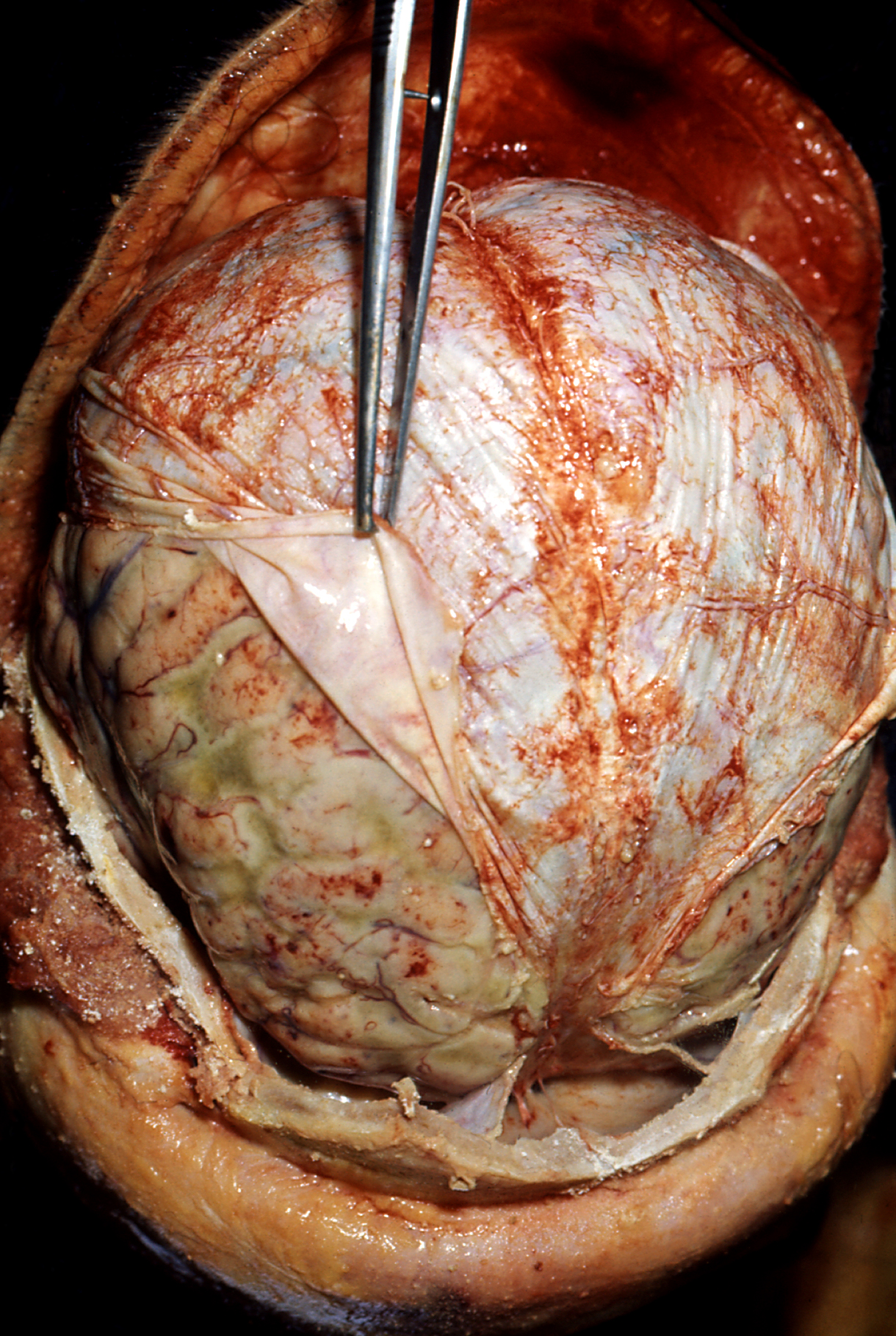
Durch Streptococcus pneumoniae verursachte eitrige Haubenmeningitis.

Nur wenige durch das Blut übertragene Krankheitserreger sind prinzipiell in der Lage die Blut-Hirn-Schranke zu überwinden. Dazu gehören Meningokokken (Neisseria meningitidis), Streptokokken (Streptococcus agalactiae), Pneumokokken (Streptococcus pneumoniae), Haemophilus (Haemophilus influenzae), Listerien (Listeria monocytogenes) und Kolibakterien (Escherichia coli K1), die allesamt beim Überschreiten der Blut-Hirn-Schranke eine Hirnhautentzündung (Meningitis) auslösen können. Die genauen Mechanismen der Passage der Blut-Hirn-Schranke durch diese Pathogene sind noch nicht vollständig aufgeklärt. Die Pathogene nutzen verschiedene Wege zur Überwindung der Endothelien. Inflammatorische Prozesse spielen dabei eine wesentliche Rolle.
Zunächst heften sich die Pathogene, wie beispielsweise L. monocytogenes, an den Endothelien fest und setzten dann eine Reihe von Lipopolysacchariden und Toxinen frei, was in den Endothelien wiederum die Produktion von verschiedenen Zytokinen (TNF-α, IL1β, PAF, TGFβ1), Matrix-Metalloproteasen und Caspasen anregt. Die Freisetzung dieser Proteine führt zu einer deutlichen Erhöhung der Permeabilität der Kapillaren. Die erhöhte Permeabilität des Endothels ermöglicht die transendotheliale Migration von Leukozyten in das Gehirn. Diese setzen wiederum Zytokine und Matrix-Metalloproteasen frei, was eine weitere Aktivierung der Endothelien zur Folge hat und die Entzündungsreaktion in den betroffenen Bereichen des Zentralnervensystems erheblich verstärkt.
S. pneumoniae ist dagegen in der Lage durch die Sezernierung von Pneumolysin, ein Enzym aus der Gruppe der Hämolysine, transmembrane Poren im Endothel zu erzeugen. Über freigesetzte Endotoxine kann S. pneumoniae in den Endothelien sogar die Apoptose (programmierter Zelltod) auslösen. Auch S. agalactiae. attackiert direkt die Endothelien der Blut-Hirn-Schranke.
N. meningitidis, S. pneumoniae und E. coli K1 sind darüber hinaus in der Lage mit Hilfe der transendothelialen Migration wie Leukozyten die Blut-Hirn-Schranke zu überwinden. Nach ihrer Anheftung über Typ-IV-Pili an die Endothelzellen der Blut-Hirn-Schranke lösen sie eine ähnliche Signalkaskade wie Leukozyten aus, die letztlich die Migration dieser Pathogene in das Zentralnervensystem ermöglicht.

### Viren und die Blut-Hirn-Schranke

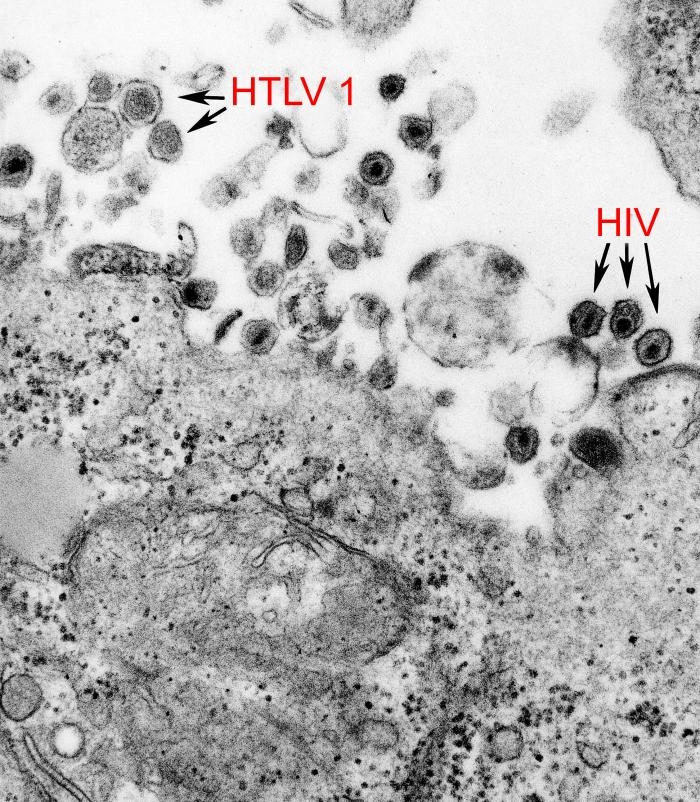
HTLV-1 und HIV-1 in einer transmissionselektronenmikroskopischen Aufnahme.

Zu den Pathogenen, die in der Lage sind, die Blut-Hirn-Schranke zu überwinden, gehören auch Viren. Wie bei den Bakterien sind auch hier mehrere Mechanismen für die Passage in das Gehirn bekannt.
Neurotrope Viren wie beispielsweise das Cytomegalievirus, das humane Immundefizienz-Virus (HIV) und das humane T-lymphotrope Virus 1 (HTLV-1) können die Blut-Hirn-Schranke als freie Viren mittels Makropinozytose überwinden.
Daneben spielt die transendotheliale Migration infizierter Leukozyten eine wesentliche Rolle für die Passage der Blut-Hirn-Schranke. So wurde unter anderem im Fall des Cytomegalievirus und des HI-Virus dieser Mechanismus beschrieben. Zellen, die mit HIV oder HTLV-I infiziert sind, produzieren große Mengen an Matrix-Metalloproteasen, die wiederum die Basallamina angreifen und so die Migration der infizierten Zellen in das Gehirn mit ermöglichen.

#### HIV
Das HI-Virus überwindet die Blut-Hirn-Schranke schon kurz nach der Infektion. Offensichtlich spielen dabei mehrere, voneinander unabhängige, Mechanismen eine Rolle. Die Migration über infizierte Monozyten und T-Lymphozyten („Trojanische Pferde“) ist im Fall des HI-Virus von entscheidender Bedeutung für die Infektion des Zentralnervensystems im späten Stadium von AIDS. Der Mechanismus, mit dem das Virus mit Hilfe systemischer Leukozyten die Blut-Hirn-Schranke überwindet und nachhaltig schädigt ist noch unbekannt. Das TAT-Protein, ein Genprodukt des HI-Virus, und gp120, ein vom HIV codiertes Glykoprotein, spielen bei der nachfolgenden Schädigung des Zentralnervensystems eine wichtige Funktionen. Als Toxin ist TAT in der Lage direkt und indirekt oxidativen Stress und inflammatorische Reaktionen im Endothel zu erzeugen. Speziell der oxidative Stress ist ein wichtiger Faktor bei der Ausbildung der HIV-bedingten Demenz. Darüber hinaus sind TAT und gp120 in der Lage in den Endothelzellen der Blut-Hirn-Schranke Apoptose auszulösen.
Die Öffnung der Blut-Hirn-Schranke trägt dabei nicht nur zu einer Progression der Infektion mit HI-Viren im Gehirn bei, sondern führt auch zu Komplikationen im Krankheitsverlauf und zu Problemen bei der antiretroviralen Therapie.

#### Humanes T-lymphotropes Virus 1
Auch das HTL-Virus 1 ist in der Lage die Blut-Hirn-Schranke zu passieren. Das Virus erhöht durch die Sekretion von Interleukin-1α und TNF-α sowohl die parazelluläre Permeabilität der Endothelien, als auch die Fähigkeit zur transzellulären Migration. Die Genexpression der Tight-Junction-Proteine, wie beispielsweise ZO-1, wird dadurch ebenfalls beeinflusst. Offensichtlich sind die mit HTLV-1 infizierten Lymphozyten für die Öffnung der Blut-Hirn-Schranke und die damit verbundene weitere Infiltration von Lymphozyten, aber auch von neurotoxischen Plasmaproteinen, verantwortlich, die letztlich zur HTLV-1-assoziierten Myelopathie führen.

#### West-Nil-Virus

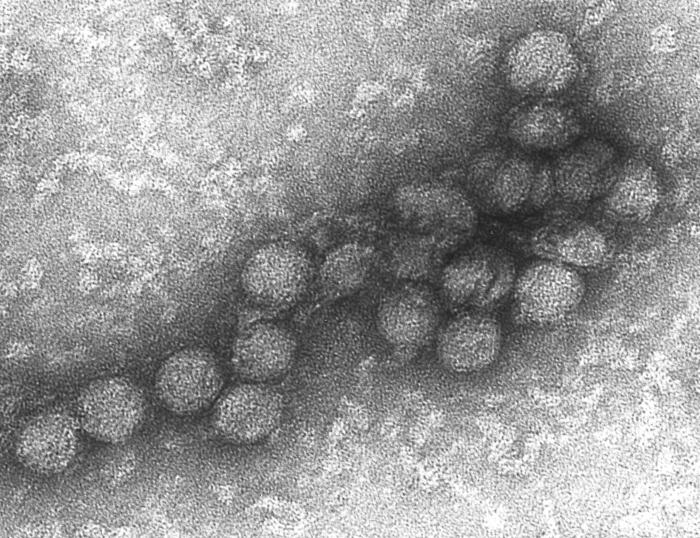
Das West-Nil-Virus im Transmissions-Elektronenmikroskop.

Das West-Nil-Virus ist ein behülltes RNA-Virus, das ebenfalls in der Lage ist die Blut-Hirn-Schranke zu überwinden und eine Enzephalitis oder Meningitis auslösen zu können. Das Virus infiziert dabei im peripheren lymphatischen Gewebe Makrophagen oder dendritische Zellen. Diese geben daraufhin TLR3-abhängige (Toll-like Receptor) antivirale und immunmodulierende Zytokine wie Interferone, Interleukin-6 und TNF-α ab, wodurch eine weitere Infektion im peripheren Gewebe unterbunden wird. Die TLR3-abhängige Freisetzung von TNF-α ermöglicht dem West-Nil-Virus die Überwindung der Blut-Hirn-Schranke. Dabei spielen durch TNF-α ausgelöste Veränderungen der Tight Junctions eine wichtige Rolle. Durch diese Veränderungen können entweder die freien Viren oder aber virusinfizierte Leukozyten in das Zentralnervensystem eindringen.

### Neurodegenerative Erkrankungen
Bis zu Beginn des 21. Jahrhunderts ist man davon ausgegangen, dass neurodegenerative Erkrankungen, wie die Alzheimer- und Parkinson-Krankheit, keinen Einfluss auf die Blut-Hirn-Schranke haben. Neuere Untersuchungsergebnisse widerlegen diese These. Mit Hilfe der kontrastmittelverstärkten Magnetresonanztomographie und biochemischer Untersuchungen des Liquors konnten beispielsweise bei Alzheimer-Patienten, im Vergleich zu einer Gruppe gleichaltriger nicht erkrankter Personen, funktionale Veränderungen der Blut-Hirn-Schranke in Richtung einer erhöhten Durchlässigkeit festgestellt werden. Die erhöhte Permeabilität ist offensichtlich schon bei einem sehr frühen Stadium der Erkrankung vorhanden. Die Konsequenzen dieser Erkenntnisse werden derzeit noch kontrovers diskutiert. Die Veränderungen an der Blut-Hirn-Schranke könnten Einfluss auf die Progression der Erkrankung, sowie mögliche zukünftige Therapieansätze haben.

### Glioblastom und andere primäre Hirntumoren

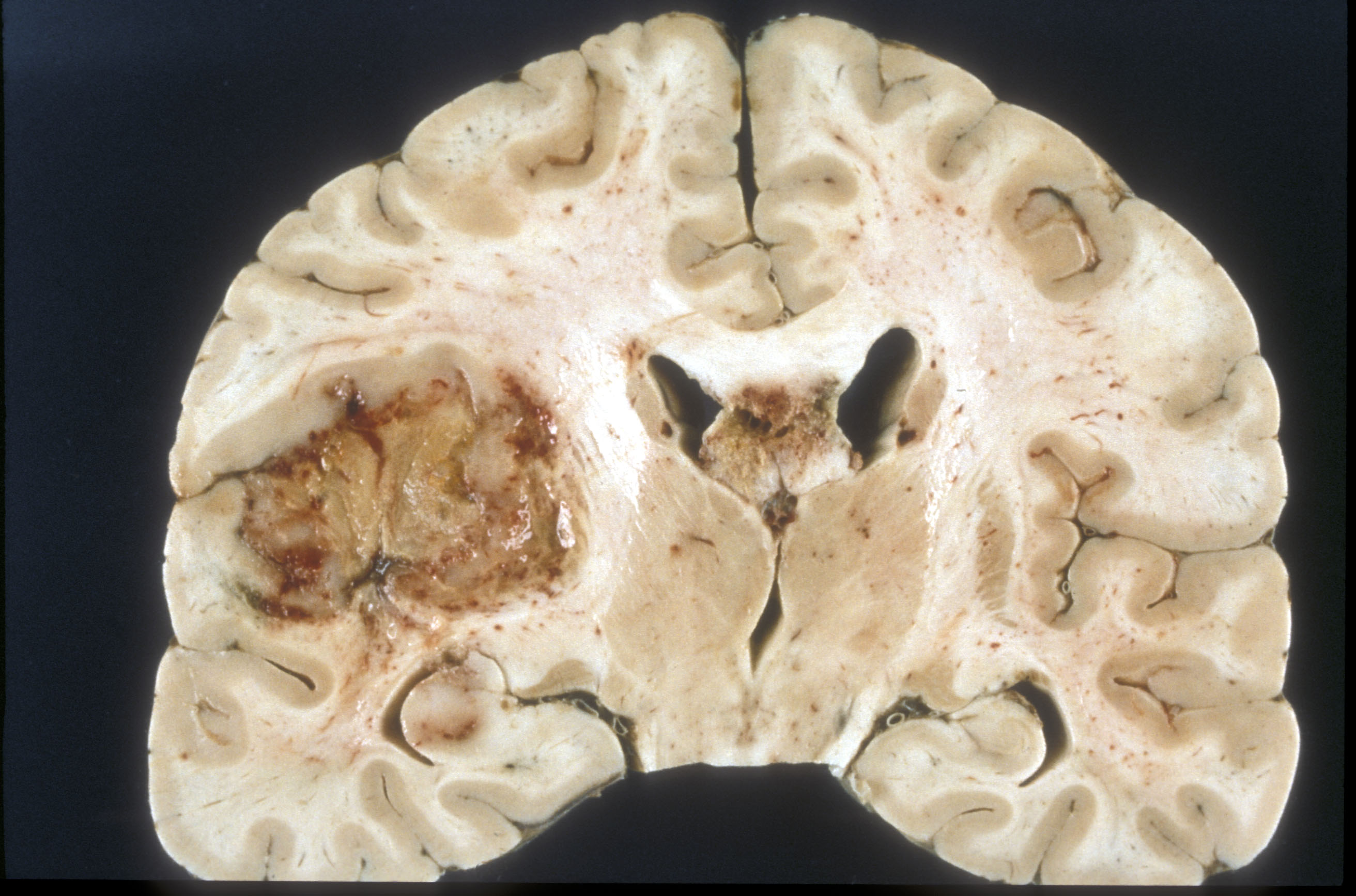
Koronarer Schnitt durch ein Gehirn mit einem Glioblastom (linke Hälfte, grau-rot)

Das Wachstum eines Tumors ist schon in einer sehr frühen Phase von der Neubildung von Blutgefäßen (Neovaskularisation) begleitet, damit der Tumor ausreichend mit Sauerstoff und Nährstoffen versorgt werden kann. Bereits ab einem Durchmesser von 1 bis 2 mm beginnt die Neovaskularisation. Die neugebildeten Blutgefäße weisen erhebliche strukturelle Unterschiede gegenüber den normalen Blutgefäßen auf. Bei Hirntumoren führen diese strukturellen Unterschiede zu signifikanten lokalen Veränderungen der Blut-Hirn-Schranke. Speziell beim Glioblastom ist die Neovaskularisation sehr stark ausgeprägt und mit ein Faktor für das aggressive Wachstum bei dieser Krebserkrankung.
Die neugebildeten Blutgefäße primärer Hirntumoren weisen eine gewundenere Struktur als die normalen Blutgefäße des Gehirns auf. Die Endothelien sind von einer verformten Basallamina überzogen und exprimieren nicht mehr die Tight-Junction-Proteine Claudin-3 und Occludin. Dem gegenüber wird in den Tumoren in großen Mengen der Vascular Endothelial Growth Factor (VEGF) produziert, der die Endozytose des Zelladhäsionsproteins VE-Cadherin fördert und dadurch die Durchlässigkeit der Endothelien weiter erhöht.
Der Expressionsgrad von Occludin korreliert umgekehrt proportional mit dem Grading und der Durchlässigkeit der betroffenen Endothelien für Kontrastmittel, die eine gesunde Blut-Hirn-Schranke nicht passieren können. Die erhöhte Permeabilität der Endothelzellen für bestimmte Kontrastmittel wird in der Diagnostik angewendet (siehe dazu den Absatz Humandiagnostik).
In der Therapie sind die Blutgefäße der Hirntumoren ein potenzielles Target für Angiogenese-Inhibitoren. Die Zielstrukturen sind dabei unter anderem die αvβ3-Integrine (Cilengitide) und VEGF (Bevacizumab).

### Metastasierende Tumorzellen

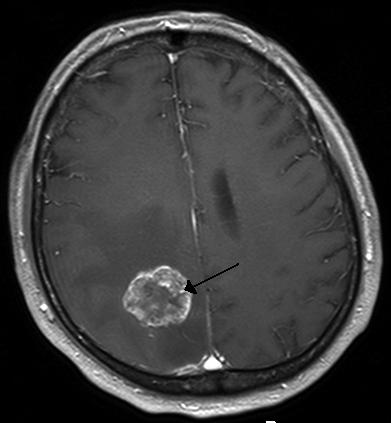
T1-gewichtete kontrastmittelverstärkte Magnetresonanztomografie einer Hirnmetastase eines Bronchialkarzinoms (linke Hirnhälfte, weißer kreisrunder Bereich)

Metastasierende Tumorzellen, speziell von Bronchialkarzinomen, Mammakarzinomen und malignen Melanomen, sind in der Lage die Blut-Hirn-Schranke zu überwinden und zerebrale Metastasen mit ausnahmslos schlechter Prognose zu bilden. Bei etwa 20 bis 40 % aller Krebspatienten bilden sich Hirnmetastasen. Bei der Migration dieser Zellen in das Zentralnervensystem spielt ebenfalls der Vascular Endothelial Growth Factor. (VEGF) eine wichtige Rolle. VEGF wird von Mammakarzinom-Zellen und Melanom-Zellen besonders stark exprimiert.
Einige metastasierende Tumorzellen exprimieren – ähnlich den aktivierten Leukozyten – ein ganzes Sortiment von Adhäsionsmolekülen an ihrer Zelloberfläche. Zusammen mit Chemokinrezeptoren, wie beispielsweise CXCR4, das an das im Gehirn stark exprimierte Chemokin CXCL12 anbindet, gibt dies den metastasierten Tumorzellen die Möglichkeit, sich an das Endothel der Kapillargefäße anzuheften. Nach der Anbindung werden die Enothelien von den Tumorzellen aktiviert, wodurch die Migration in das Zentralnervensystem ermöglicht wird. In vitro konnte die Funktion von CXCR4 durch Blockade des intrazellulären Wegs mittels Phosphoinositid-3-Kinasen nachgewiesen werden. Tumorzellen der Brustkrebszelllinie DU4475 mit blockiertem CXCR4 konnten nicht mehr durch kultivierte Endothelien migrieren.

## Fachliteratur
- D. Kobiler u. a.: Blood-brain Barrier. Verlag Springer, 2001, ISBN 0-306-46708-9.
- W. M. Pardridge: Introduction to the Blood-brain Barrier. Cambridge University Press, 1998, ISBN 0-521-58124-9.